# بارچ
شهر بارچ (به مجاری: Barcs) در شومودی در کشور مجارستان واقع شده است. جمعیت این شهر ۱۱٫۹۳۰ نفر است.